# Троицко-Успенский собор
Троицко-Успенский собор — православный храм в городе Кинешме Ивановской области, кафедральный собор Кинешемской епархии Русской православной церкви.
Соборный комплекс включает: Успенский летний собор 1745 года — пятиглавый храм в традиционных формах, с эклектичными пристройками второй половины XIX века, многоярусную колокольню 1798 года в характерном для Верхнего Поволжья барочно-классицистическом стиле и Троицкий зимний собор 1838 года в стиле ампир или поздний классицизм (архитектор Иван Ефимов).
Памятник архитектуры федерального значения.

## Местоположение
Комплекс находится на высоком крутом берегу Волги, при впадении в неё реки Кинешемки, на территории бывшей Кинешемской крепости. Успенский собор занимает северо-восточный угол прямоугольного участка вдоль Волги. Алтарные апсиды обращены к площади Революции (центральной площади города). На общей продольной оси с ним расположен Троицкий собор, выходящий на западную границу участка. Между соборами расположена четырёхъярусная колокольня, выдвинутая к береговому откосу Волги.
Несмотря на разновременность отдельных сооружений, они образуют цельный и гармоничный комплекс, играющий главную роль в архитектурном облике города и хорошо заметный с Волги. Отдельно стоящая белокаменная пятиярусная колокольня высотой 76 метров, включая шпиль высотой 10 метров, венчаемый крестом, является архитектурной доминантой как дореволюционной, так и современной Кинешмы и видна отовсюду.

## История
Успенский собор был возведён примерно в том месте, где в Кинешемской крепости Кокуй находился деревянный Спасо-Преображенский соборный храм, сожжёный польско-литовскими интервентами в 1609 году. В писцовой книге за 1629 год упоминается деревянный соборный храм: «Да на городище же место церковное, что была вторая церковь соборная же Преображение Спасово и тое-де церковь сожгли литовские люди».
Успенский летний собор построен и освящён в 1745 году и предназначался для торжественных богослужений. Главным вкладчиком был соборный дьячок И. А. Попов. На какие средства было осуществлено строительство, сведений не сохранилось. В 1798 году рядом с Успенским собором была возведена колокольня.
В начале XIX века к западному фасаду Успенского собора был пристроен низкий притвор с двухколонным портиком. В середине XIX века к собору были пристроены два придела, освящённых во имя благоверного князя Александра Невского и равноапостольного князя Владимира. Также в середине XIX века территория собора была обнесена каменной оградой с кованой железной решёткой и воротами. Западные ворота конца XIX века обращены на нынешнюю Советскую площадь, южные середины XIX века — в сторону Советской улицы, северные конца XIX века — на набережную Волги. Надпись на одном из столпов храма свидетельствует:
Сей святой храм в 1834 году октября 9 дня посещен был государем императором Николаем Павловичем, в 1850 году изволили посетить сей храм их императорские высочества государи великие князья Николай и Михаил Николаевичи.
Император Николай I посетил Успенский собор во время своего путешествия по Волге.
В 1838 году был построен Троицкий зимний собор, предназначенный для повседневной службы. За его проект архитектор И. Е. Ефимов в 1820 году получил звание «назначенного в академики». Троицкий зимний собор был возведён на церковные суммы, с помощью горожан и благотворителей из числа горожан. В издании «Краткие статистические сведения о приходских церквах Костромской епархии» 1911 года весь соборный ансамбль из двух храмов и колокольни назван Успенским собором.
В 1855 году в Успенском соборе были проведены большие работы, о чём сообщает надпись на его столпе.
Юго-западный угол ограды занимает каменная сторожка, построенная, предположительно, на рубеже XIX—XX веков. В начале XX века были надстроены приделы Успенского собора, а Троицкий собор стал пятиглавым. Согласно изданию «Краткие статистические сведения о приходских церквах Костромской епархии» 1911 года, в начале XX века в Успенском храме имелось три престола: Успения Божией Матери (центральный), благоверного князя Александра Невского, равноапостольного князя Владимира; в Троицком также три престола: Пресвятой Троицы (центральный), Покрова Божией Матери и архистратига Михаила, Алексия, митрополита Московского. Реликвии собора включали местночтимый список Федоровской иконы Божией Матери и Евангелие времён царя Михаила Фёдоровича, напечатанное при патриархе Филарете. Постоянные средства собора составляли проценты с капитала общего назначения в 925 рублей. Также имелся капитал в 300 рублей, предназначенный для украшения собора.
Причт по штату был семичленным: протоиерей, два священника, диакон и три псаломщика. При соборе было 414 квадратных сажень усадебной земли, в Ивановской пустоши — 30 десятин 1811 квадратных сажень. На пустоши располагались дома посторонних лиц, поселившихся с разрешения епархиального начальства. В Юрюпинской пустоши имелось 30 десятин 680 квадратных сажень, в том числе пахотной земли — 9 десятин, луговой — 3 десятины, под лесом — 17 десятин, под речкой — 1000 квадратных сажень, под проселочной дорогой — 1140 квадратных сажень. На острове Белкаш имелось 80 десятин, в том числе сенокосной земли — 25 десятин, под песками, тальником и под водою — 55 десятин. Прихожан было 818 мужского пола, 1010 женского пола, по характеру занятий приход был торговым и фабричным. На расстоянии 3 верст от собора имелось 4 приходских селения. В полуверсте от собора имелось общее городское кладбище.
После революции 1917 года соборы оставались действующими. В мае 1932 года настоятелем собора стал обновленец Александр Боярский. В 1938 году соборы были закрыты и осквернены — превращены в гаражи. 1 ноября 1940 года в Успенском соборе было совершено последнее богослужение перед долгим перерывом. Затем храм был разграблен, но не разрушен. К 1941 году в районных центрах Ивановской области не осталось ни одной действующей церкви. Троицкий собор дважды закрывали для прихожан и приспосабливали под городские нужды. При каждом закрытии в нём пропадали некоторые ценности. В 1945—1946 году соборы были возвращены верующим. В 1962 году, в период хрущёвской антирелигиозной кампании иконостас Троицкого собора был разобран и отправлен в Москву для «смывки золота». На соборной площади у ограды, несмотря на просьбы верующих, на их глазах были сожжены иконы. Уцелели несколько икон, в том числе список Казанской иконы Божией Матери, выхваченный из-под топора.
В советское время Успенский собор впервые был отреставрирован в 1979 году. В 1988 году были восстановлены разрушенные ранее четыре барабана Троицкого собора и перекрыт купол центрального барабана. В 1989 году на территории Успенско-Троицкого собора были снесены все деревянные хозяйственные постройки, а на их месте, вдоль южной ограды, выстроены два одноэтажных здания из кирпича. До 1990 года в Троицком соборе находилась картинная галерея.
```
1991 года Троицкий собор возвращён верующим. Зимой 1992 года кровли и купола ансамбля были покрыты серебристой кровельной жестью. В последующие годы Троицкий собор был отреставрирован приходским советом и реставраторами. Выкрашены стены, приобретены иконы и богослужебная утварь, установлены резные позолоченные иконостасы. Художником-реставратором Андреем Филипповым были расписаны 
приделы
. Иконы были написаны нижегородскими художниками под руководством художника — клирика Успенского собора 
протоиерея
 Е. Юшкова. В 2008 году были позолочены купола Успенского собора. Перед главным входом в Успенский собор за оградой помещена большая водосвятная чаша
[
3
]
.
```

## Архитектура и интерьер
Все сооружения комплекса кирпичные, оштукатуренные.
Успенский собор
Представляет собой крупный храм соборного типа в древнерусских традициях. Архитектура типична для провинциального зодчества. Основная часть храма — двусветный четверик. Кровля его четырёхскатная. Четверик вытянут по продольной оси и увенчан пятью световыми главами, из которых центральная глава более крупная, снабжённая полусферическими куполами. Имеются два боковых придела с полукруглыми апсидами, расположенными по сторонам трёх высоких полукруглых апсид главного алтаря. Западный притвор имеет один этаж и завершается скруглением паперти.
Фасад декорирован лаконично. По углам четверика имеются широкие лопатки, в невысоком аттике на месте закомар есть арочные ниши. Высокие окна самого четверика виднеются только на западном фасаде и на основных апсидах. На нижнем ярусе окна имеют прямоугольную форму, на верхнем ярусе на западном фасаде — арочную. В верхнем ярусе основных апсид окна восьмиугольной формы. Апсиды приделов шире и ниже основных. Нижние окна здесь арочные, верхние — круглые с ленточными наличниками. Притвор храмы выполнен в провинциальном классицизме. Один из дверных проёмов имеет двухколонный тосканский портик с пологим фронтоном.
После постройки собор имел три нефа, после перестроек их стало пять. Средний с каждой стороны имеет четыре столба. Между столбами и стенами имеются арки и лотовые своды. Алтарные апсиды имеют цилиндрические своды, переходящие в конхи.
Фасады приделов напоминают внешний декор московского ГУМа.
Имеется храмозданная надпись, согласно которой собор был заново расписан в 1855 году. Предполагается существование более ранних стенописей. Живопись середины XIX века поновлялась в начале и середине XX века и была сильно огрублена. Ряд композиций создан заново в начале XX века. Роспись сочетает классицизм и псевдобарокко. На своде есть изображения голов ангелов и Святого Духа. На стенах — евангельские и апостольские сцены. В люнетах боковых стен имеются гризайльные композиции «Ангелы у престола».
Главный иконостас двухъярусный в формах позднего классицизма. Над вратами расположено резное «Распятие с предстоящими». Иконостасы приделов одноярусные, выполненные в конце XIX века в духе эклектики. Над внутренним восточным порталом притвора имеется скульптурная группа «Тайная вечеря» первой половины XIX века, резная и раскрашенная, выполненная в традициях народной резьбы.
Троицкий собор
Описывается в качестве крупного монументального храма, поздний классицизм. Основной объём представлен квадратным четвериком. Его кровля низкая четырёхскатная с крупным центральным световым барабаном и четырьмя более поздними ложными. Купола пологие. С востока апсида полукруглая апсида. У боковых стен расположены четырёхколонные портики дорического ордера.
Фасады венчает антаблемент дорического ордера. Окна арочные. Окна барабана завершают архивольты, которые опираются на импосты.
Храм имеет четырёхстолпное внутреннее пространство. Подпружные арки и паруса поддерживают центральный барабан.
Своды, подпружные арки и в люнеты рукавов расписаны в середине XIX века, купол, барабан и паруса — в конце XIX века. Роспись была поновлена в начале XX века. Первоначальный стиль — переход от классицизма к академизму. В куполе изображён Саваоф, в простенках барабана — апостолы и избранные святые. На склонах подпружных арок видны гризайльные фигуры архангелов. Композиции помещены в пышные псевдобарочные обрамления с картушами.
- Центральный престол Троицкого собора
- Саваоф в центральном куполе Троицкого собора
- Северный престол Троицкого собора

Колокольня
Стиль характеризуется как переходный от барокко к классицизму. Имеет четыре один за другим уменьшающихся в плане четверика. Далее — гранёная купольная кровля с люкарнами, затем расположены ещё два четверика, наверху — вазообразная главка с высоким шпилем.
На высоких ярусах имеются трёхчетвертные колонны тосканского ордера. Аналогичные колонны на углах ярусов выполнены в духе барокко.
Пластика фасадов колокольни отдаленно похожа на выполненную в барокко звонницу Троице-Сергиевой лавры. Её завершение напоминает шпиль Петропавловского собора.

## Престолы
Успенский собор:
- Успения Божией Матери (центральный),
- благоверного князя Александра Невского,
- равноапостольного князя Владимира.

Троицкий собор:
- Пресвятой Троицы (центральный),
- Покрова Божией Матери,
- Алексия, митрополита Московского[3].

## Социальное служение
По состоянию на начало XX века при соборе действовала церковно-приходская школа.
С 1885 года при соборе на правах братства действовал попечительный совет о бедных города Кинешмы. В настоящее время, наряду с другими социальными учреждениями Кинешемской епархии, действует Центр защиты материнства, детства и семейных ценностей «Малая церковь» («Малая церковь» — семья), который осуществляет материальную, социально-бытовую, юридическую и психологическую помощь многодетным и неполным семьям, оказавшимся в трудной жизненной ситуации, женщинам, отказавшимся от аборта и др.